# Бабич, Юрий Петрович
Бабич Юрий Петрович (20 октября 1928, Верхнеднепровск, Днепропетровский округ — 24 октября 2018, Кривой Рог, Днепропетровская область) — советский украинский партийный деятель. Депутат Верховного Совета УССР 8—11-го созывов. Член Президиума ВС УССР 9-го созыва. Член Ревизионной комиссии КПУ в 1976—1981 годах. Член ЦК КПУ в 1981—1990 годах.

## Биография
Родился 20 октября 1928 года в городе Верхнеднепровск.
В 1953 году окончил транспортный факультет Днепропетровского металлургического института. В 1957 году вступил в КПСС. Участник ВДНХ 1973 года. Делегат XXIV—XXVII съездов КПСС, XXV—XXVII съездов КПУ, XIX Всесоюзной партийной конференции.

### Трудовой путь
- 1945—1948 — курсант спецшколы Военно-воздушных сил СССР.
- 1953—1960 — дежурный, маневровый диспетчер, заместитель начальника, начальник станции управления железнодорожного транспорта треста «Дзержинскруда», начальник транспортно-погрузочного цеха рудоуправления имени С. М. Кирова треста «Дзержинскруда» в Кривом Роге.
- 1960—1963 — секретарь, 2-й секретарь Центрально-Городского районного комитета КПУ Кривого Рога.
- 1963—1969 — 1-й секретарь Центрально-Городского районного комитета КПУ Кривого Рога.
- 1969—1979 — Председатель исполнительного комитета Криворожского городского совета депутатов трудящихся.
- 1979—1983 — 1-й секретарь Криворожского городского комитета КПУ Днепропетровской области.
- март 1983 — ноябрь 1989 — Председатель исполнительного комитета Днепропетровского областного совета народных депутатов.

Настоял на строительстве Доменной печи № 9 значительно дальше от жилых районов.
Вышел на пенсию, проживал в Днепропетровске, был председателем Днепропетровской областной ассоциации физических и нетрадиционных методов лечения «Солёный лиман».
Умер 24 октября 2018 года в Кривом Роге.

## Награды
- Орден Ленина;
- дважды Орден Трудового Красного Знамени;
- Орден «Знак Почёта»;
- Почётная грамота Президиума Верховного Совета УССР;
- Отличник охраны здоровья;
- Отличник Аэрофлота;
- Почётная медаль Правления Советского фонда мира;
- Почётный гражданин Кривого Рога (2000);
- знак «За заслуги перед городом» (Кривой Рог) 1-й степени (8 октября 2008)[2].